# Adelaide O’Keeffe
Adelaide O’Keeffe (* 5. November 1776 in Dublin; † 4. September 1865 in Brighton) war eine irische Schriftstellerin und Kinderdichterin und Zuarbeiterin für ihren Vater, den bekannten Romanautor und Dichter John O’Keeffe. Sie war bekannt für ihre Kindergedichte und veröffentlichte Versromane für Kinder.

## Leben
O’Keeffe wurde als Tochter des irisch-katholischen Dramatikers John O’Keeffe und der protestantischen Schauspielerin Mary Heaphy geboren. Adelaide und ihr Bruder kamen in die Obhut ihres Vaters, nachdem die Ehe ihrer Eltern gescheitert war. Wie Donelle Ruwe in ihrer Studie über O’Keeffes Leben und Werk schreibt: „Als Adelaide sechs Jahre alt war, verlor ihr Vater sein Augenlicht und entdeckte, dass seine Frau eine Affäre mit einem schottischen Schauspieler namens George Graham hatte. Wütend verließ John O’Keeffe Irland für immer und nahm seine Kinder mit“. Mary Heaphy heiratete später Graham mit dem Argument, dass ihre erste Verbindung mit einem Katholiken als Protestantin „nicht verbindlich genug war, um eine spätere Heirat zu verhindern“. Als Mary Heaphy die Kinder heimlich besuchte, war John O’Keeffe, nach O’Keeffes eigenen Worten, „entflammt vor Eifersucht“ und schickte beide Kinder nach Frankreich. Die siebenjährige O’Keeffe kam in ein französisches Kloster, wo sie bis zum Ausbruch der französischen Revolution fünf Jahre später blieb. Danach kehrte O’Keeffe zu ihrem Vater nach England zurück und blieb bei ihm bis zu seinem Tod 1833. Sie diente ihm als Zuarbeiterin, Ideengeberin und Sparringspartnerin und unterstützte ihn fast fünfundvierzig Jahre lang bis zu seinem Tod im Jahr 1833 durch ihre Einkünfte als Gouvernante und Schriftstellerin. Sie zeichnete unter anderem 1787 sein Werk The Farmer, 1791 Wild Oats und 1795 The Wicklow Mountains auf.
O’Keeffes erstes veröffentlichtes eigenes Werk ist der historische Roman Llewellin: A Tale, und während ihrer gesamten schriftstellerischen Laufbahn kehrte sie immer wieder zur Form der historischen Fiktion zurück, wobei sie häufig Erzählungen wählte, in denen ihre Helden unter dem Trauma einer zerrütteten Kindheit litten, die oft durch die Trennung der Eltern des Helden verursacht wurde, wie in ihrem letzten Roman The Broken Sword, or, A Soldier's Honour: A Tale of the Allied Armies of 1757. O’Keeffes zweiter Roman war Zenobia, Queen of Palmyra; a Narrative, Founded on History, Zenobia, wie sie von O’Keeffe dargestellt wird, wird in mehreren Religionen unterrichtet (und unterrichtet auch andere, darunter ihren Ehemann), als sie vom Heidentum zum Judentum und schließlich zum Christentum konvertiert. Wie Donelle Ruwe andeutet, soll Zenobias endgültige Bekehrung zum Christentum zwar beweisen, dass das Christentum die überlegene Religion ist, aber die Tatsache, dass dieselben pädagogischen Lektionen und Ansätze verwendet werden, um sie von einer Religion zur anderen zu bewegen, stellt letztlich das Wesen des religiösen Glaubens in Frage. O’Keeffes dritter Roman, Dudley (1819), spielt in der gegenwärtigen Zeit, und auch hier stehen Diskussionen über Bildung im Vordergrund. Er orientiert sich direkt an Adèle et Théodore, ou Lettres sur l'éducation (1782) von Stéphanie Félicité de Genlis (ins Englische übersetzt als Adelaide and Theodore). O’Keeffes berühmtestes Prosawerk ist aber eine Nacherzählung der ersten fünf Bücher der Bibel, Patriarchal Times; or, The Land of Canaan: a Figurate History (1811).
Obwohl O’Keeffe eine erfolgreiche Romanautorin war, erlangte sie ihren größten literarischen Ruhm durch ihre Kindergedichte. Zusammen mit den Schwestern Ann und Jane Taylor war sie eine der drei Hauptautorinnen der wichtigen zweibändigen Sammlung Original Poems for Infant Minds (1804, 1805). Auf diese Veröffentlichung folgte Original Poems: Calculated to Improve the Mind of Youth and Allure it to Virtue (1808), The Old Grand-Papa, and Other Poems, for the Amusement of Youth (1812), National Characters Exhibited in Forty Geographical Poems (1818), A Trip to the Coast. Or Poems Descriptive of Various Interesting Objects on the Sea-Shore (1819), Mamma's Present of Pictures and Poetry (1820) und Poems for Young Children (1848). Ihr Gedicht Prejudice wurde in der Sammlung The Hermit and the Traveller (1816) zusammen mit Gedichten von Thomas Parnell und Oliver Goldsmith veröffentlicht. In British Children’s Poetry of the Romantic Era: Verse, Riddle, and Rhyme (2014) erörtert Donelle Ruwe O’Keeffes zahlreiche Beiträge zur Kinderdichtungstradition, wie z. B. die Schaffung des Kinderromans in Versform und ihre Verwendung aktiver Lerntechniken und innovativer Versformen.
O’Keeffe starb 1865 unverheiratet in Brighton. In den letzten Jahren wurde sie durch Zuschüsse des Literary Fund unterstützt.

## Werke
O’Keeffes Gedichte wurden als Faksimile in der Datenbank Irish Women Poets of the Romantic Period und in der Anthologie Romantic-Era Irish Women Poets in English neu veröffentlicht.
Monografien
- Llewellin (1799)
- Original Poems for Infant Minds zusammen mit Ann und Jane Taylor (1804, 1805)
- Patriarchal Times, or, The Land of Canaan (1811)
- Original Poems Calculated to Improve the Mind of Youth (1808)
- The Old Grand-Papa, and Other Poems, for the Amusement of Youth (1812)
- Zenobia, Queen of Palmyra (1814)
- National Characters Exhibited in Forty Geographical Poems (1818)
- Dudley (1819)
- A Trip to the Coast. Or Poems Descriptive of Various Interesting Objects on the Sea-Shore (1819)
- Mamma’s Present of Pictures and Poetry (1820)
- „Memoir“ in O’Keeffe's Legacy to his Daughter (1834)
- Poems for Young Children (1848)
- The Broken Sword: a Tale (1854)